# Mathias Larsen (fodboldspiller)
Mathias Reimer Larsen (født 20. maj 1991 i Albertslund[kilde mangler], Danmark) er en dansk fodboldspiller der spiller som midtbane for Hvidovre IF. Han har tidligere spillet for Brøndby IFs 2. hold samt for Albertslund BK, dog som ungdomsspiller. Men har dog spillet en stor del af hans ungdomskarriere i Brøndby. Han har spillet alle de danske ungdomslandshold, undtagen U21 landshold, hvor det i alt er blevet til 40 kampe. Og hvor han har mange steder har været anfører. Mathias har stadig sin debut på førsteholdet til gode, da han har været plaget af to store skader i 2010 og 2011. 